# Tratado de Cochim
O Tratado de Cochim assinado em 1500 foi um acordo bilateral assinado em Cochim, na Costa do Malabar, na Índia, entre o Trimumpara, rajá de Cochim, e Pedro Álvares Cabral em prol do rei D. Manuel. O tratado estabelecia um acordo de comércio entre Portugal e o reino de Cochim e uma aliança militar contra um inimigo em comum, o Samorim de Calecute.
O rei de Cochim, Unni Goda Varma, era um vassalo tributário de Calecute mas encontrava-se malquisto com o Samorim e o domínio económico de Calecute, pelo que pretendia a independência. Não quis o Cabral desembarcar por motivos de segurança e dialogou com o rei de Cochim, em terra, a partir do seu navio, através de um asceta Hindu que se convertera ao cristianismo e por isso ficara conhecido como Miguel Jogue. Por iniciativa própria, o rei de Cochim enviou naires a bordo da nau almiranta portuguesa para que servissem de reféns e criar confiança mútua, se bem que estes tinham de ser substituídos todas as noites, pois não podiam comer embarcados, sobre o mar, devido a restrições religiosas.
Mediante o tratado, os portugueses foram autorizados a abrir uma feitoria em Cochim e foi nomeado como seu primeiro feitor Gonçalo Gil Barbosa, que ficou em terra com mais seis portugueseses. Com o consentimento do rei de Cochim, três anos mais tarde Afonso de Albuquerque construiu o Forte Manuel em território do reino de Cochim, a primeira fortaleza portuguesa na Ásia. O reino de Cochim foi um protectorado português até 1663.